# Magic Hour
Magic Hour (в переводе с англ. — «Волшебный час») — четвёртый студийный альбом американской диско-поп-группы Scissor Sisters, выпущенный 28 мая 2012 года. Альбом дебютировал на четвёртой позиции UK Album Chart, 19.297 проданных копий.

## Об альбоме
Для нового альбома группа сотрудничала с различными продюсерами, такими как Кальвин Харрис, Фаррелл Уилльямс, Diplo, Алекс Рихдэ и Азиалия Бэнкс. Альбом был записан в 2011 году в Нью-Йорке и Лондоне. Сингл «Only the Horses» был спродюсирован совместно с Кэльвином Харрисом. Сотрудничество группы с Кэльвином началось, когда Джейк Ширз работал с ним над материалом для альбома Aphrodite Кайли Миноуг. «Когда мы писали «Only the Horses», я сразу понял, что он поможет сделать песню более живой», говорил Джейк.
На обложке диска несколько зебр смотрят в большую отражающую сферу на пустынном пейзаже. Эта тема продолжает коллаж сингла «Only the Horses», на котором изображена другая зебра.

## Список композиций
| №   | Название                                           | Автор(ы)                                               | Продюсеры                                         | Длительность |
| --- | -------------------------------------------------- | ------------------------------------------------------ | ------------------------------------------------- | ------------ |
| 1.  | «Baby Come Home»                                   | Джон Стивенс, Скотт Хоффман, Джейсон Силардс, Ана Линч | Scissor Sisters, Александр Рида                   | 3:00         |
| 2.  | «Keep Your Shoes On»                               | Силардс, Хоффман, Алекс Рида                           | Scissor Sisters, Алекс Рида                       | 2:51         |
| 3.  | «Inevitable»                                       | Силардс, Хоффман, Фаррелл Уильямс                      | Scissor Sisters, Фаррелл Уильямс                  | 3:53         |
| 4.  | «Only the Horses»                                  | Силардс, Хоффман, Аманда Гоуст, Алекс Рида             | Scissor Sisters, Алекс Рида, Кельвин Харрис (co.) | 3:38         |
| 5.  | «Year of Living Dangerously»                       | Хоффман, Силардс, Алекс Рида, Томас Пентс              | Scissor Sisters, Алекс Рида                       | 3:52         |
| 6.  | «Let's Have a Kiki»                                | Силардс, Хоффман, Линч                                 | Scissor Sisters                                   | 3:50         |
| 7.  | «Shady Love»                                       | Силардс, Хоффман, Алекс Рида, Азилия Бэнкс             | Scissor Sisters, Алекс Рида                       | 3:56         |
| 8.  | «San Luis Obispo»                                  | Силардс, Хоффман                                       | Scissor Sisters                                   | 3:48         |
| 9.  | «Self Control»                                     | Силардс, Хоффман, Линч                                 | Scissor Sisters, Алекс Рида (add.)                | 3:12         |
| 10. | «Best in Me»                                       | Хоффман, Силардс, Алекс Рида                           | Scissor Sisters, Алекс Рида                       | 3:44         |
| 11. | «The Secret Life of Letters»                       | Силардс, Хоффман, Джоан Вассер                         | Scissor Sisters, Стюарт Прайс                     | 3:48         |
| 12. | «Somewhere»                                        | Силардс, Хоффман, Алекс Рида                           | Scissor Sisters, Алекс Рида, Стюарт Прайс (add.)  | 3:40         |
| 13. | «Ms. Matronic's Magic Message» (Bonus Track)       |                                                        |                                                   | 0:27         |
| 14. | «Fuck Yeah»                                        | Силардс, Хоффман, Линч                                 | Scissor Sisters, Алекс Рида                       | 3:03         |
| 15. | «Let's Have a Kiki» (DJ Nita Remix)                | Силардс, Хоффман, Линч                                 | Scissor Sisters                                   | 6:54         |
| 16. | «Fuck Yeah» (Seamus Haji Remix)                    | Силардс, Хоффман, Линч                                 | Scissor Sisters, Алекс Рида                       | 3:52         |
| 17. | «Shady Love» (Tommie Sunshine & Disco Fries Remix) | Силардс, Хоффман, Алекс Рида, Бэнкс                    | Scissor Sisters, Алекс Рида                       | 7:06         |

## Чарты
| Чарт (2012)                     | Место |
| ------------------------------- | ----- |
| Australian Albums Chart         | 27    |
| Belgian Albums Chart (Flanders) | 72    |
| Belgian Albums Chart (Wallonia) | 74    |
| Canadian Albums Chart           | 47    |
| Dutch Albums Chart              | 68    |
| Irish Albums Chart              | 15    |
| Italian Albums Chart            | 71    |
| Scottish Albums Chart           | 4     |
| Spanish Albums Chart            | 65    |
| Swiss Albums Chart              | 62    |
| UK Albums Chart                 | 4     |
| US Billboard 200                | 35    |
| US Dance/Electronic Albums      | 1     |

## Участники записи
- Джейк Ширз — вокал, клавишные
- Бэйбидэдди — бас-гитара, вокал, гитара
- Ана Матроник — вокал
- Дель Маркиз — гитара, бас-гитара
- Рэнди Риал — ударные